# Beatmania IIDX 13 DistorteD
beatmania IIDX 13 DistorteD는 코나미의 리듬게임 비트매니아 IIDX의 13번째 작품으로 2006년 3월 15일에 발매되었다. 이번 작에서는 총 55곡이 추가로 들어 갔으며, 이 중에는 e-Amusement을 이용해야 만 플레이가 가능 한 곡도 있다. 이번 작의 컨셉은 모노톤 컬러에 주황색이다.
덧붙여, 이번 작이 GuitarFreaks V2와 같이 IIDX 시리즈 최초로 북미의 게임 전시회인 E3 2006에 출품되었다. 북미 PS2 버전 판매량의 저조와 기타히어로 II의 그늘에 가려져 다음 작에서는 영어화까지 되면서 베타 테스트를 했지만 공식적으로 발매되진 않았다.

## 게임 방법
이번 작에서는 플레이 도중 스타트 버튼을 눌러 배속을 조절 할 수 있게 되었고 더블 혹은 2명이서 플레이 할 시 1P 혹은 2P 패턴을 서로 노트 패턴을 바꿀 수 있도록 하게 되었으며 속도 4.5, 5배속이 추가되었다.

## e-Amusement
Distorted에서는 구 e-Amusement 시스템이 새로운 e-Amusement 시스템으로 바뀌었다. 이번 작의 새로운 엑스트라 시스템인 카디널 게이트의 기록을 저장하기 위해 e-Amusement 시스템이 필요하게 되었다.

## 카디널 게이트
전작까지와 달리 Cardinal Gate(카디널 게이트)라는 이름으로 엑스트라 스테이지 4개 존재한다. 이 4개의 스테이지에는 사신 4마리의 이름을 따 지어졌는데 朱雀(주작)스테이지에는 Contract, 玄武(현무) 스테이지에는 Ganymede, 青龍(청룡) 스테이지에는 waxing and wanding, 그리고 白虎(백호) 스테이지에는 華蝶風雪(카초푸세츠)라는 곡이 들어있다. Distorted의 원모어 스테이지의 곡은 金獅子(금사자) 작곡 嘆きの樹 (한탄의 숲)이다. 이 원모어 스테이지를 플레이 하려면 카디널 게이트 스테이지 4개를 전부 어나더 난이도로 설정해 하드 모드로 클리어해야 한다.
이 스테이지에 접근하려면 먼저 1스테이지에서 랭크 B 이상을 내고, 2스테이지에도 랭크 B를 내고 (단, 2스테이지의 곡 레벨은 1스테이지에서 했던 곡의 난이도 보다 높아야한다.) 3스테이지에서는 레벨 5 혹은 6의 곡을 풀콤보 내거나 레벨 7의 곡을 그루브 게이지를 풀로 채우거나 혹은 레벨 8의 곡을 그냥 클리어 하면 된다.
"beat#2"에서는 다른 모든 곡과 마찬가지로 자동적으로 해금이 되며, 이에 따라 일반 모드에서도 플레이 할 수 있게 된다. 카디널 게이트를 전부 클리어 했을 경우 Konami의 IIDX 모바일 사이트를 이용해 카디널 게이트의 곡 들을 해금할 수 있다.

## 가정용
Distorted의 PlayStation 2 버전은 일본에 2007년 8월 30일에 발매되었다. 여기에는 Distorted 신곡 외에, CS 전용곡 12곡, 부활 곡, Gold 선행곡, 또 Beatmania 시리즈 10주년을 기념해 기존 beatmania 시리즈 6곡 5키 버전이 들어갔다. Distorted CS의 트레이닝 모드에서도 Regul-Speed 옵션을 걸 수 있다.